# Saison 2016-2017 de la Berrichonne de Châteauroux
 (octobre 2018).
Si vous disposez d'ouvrages ou d'articles de référence ou si vous connaissez des sites web de qualité traitant du thème abordé ici, merci de compléter l'article en donnant les références utiles à sa vérifiabilité et en les liant à la section « Notes et références ».
Chronologie
Saison précédente Saison suivante
La saison 2016-2017 du LB Châteauroux, club de football français, voit le club évoluer en National.

## Résumé de la saison
- Le club termine à la 1er place du championnat et Promu en Ligue 2.
- Saison excellente avec une montée. En Coupe de France et en Coupe de la Ligue, le club termine en 1/16e de finale.

### Championnat

#### Matchs allers
| Date       | N o | Adversaire                   | Lieu | Résultat | Buteurs pour Châteauroux        | Points | Classement |
| ---------- | --- | ---------------------------- | ---- | -------- | ------------------------------- | ------ | ---------- |
| 05/08/2016 | J01 | Vendée Les Herbiers Football | Ext. | 0 - 2    | M'Bone 5e, Toukara 18e          | 3      | 2          |
| 12/08/2016 | J02 | US Quevilly-Rouen Métropole  | Dom. | 0 - 3    | -                               | 3      | 11         |
| 19/08/2016 | J03 | US Boulogne                  | Ext. | 1 - 1    | Chergui 53e                     | 4      | 8          |
| 26/08/2016 | J04 | ASM Belfort                  | Dom. | 3 - 1    | Toukara 37e 45+4e, Mateta 90+2e | 7      | 7          |
| 02/09/2016 | J05 | CA Bastia                    | Ext. | 2 - 0    | -                               | 7      | 10         |
| 10/09/2016 | J06 | US Créteil-Lusitanos         | Dom. | 1 - 1    | Mateta 39e                      | 8      | 10         |
| 16/09/2016 | J07 | US Avranches                 | Ext. | 0 - 1    | Sanganté 15e                    | 11     | 8          |
| 23/09/2016 | J08 | CS Sedan Ardennes            | Dom. | 2 - 2    | Toukara 29e, Boukari 33e        | 12     | 8          |
| 30/09/2016 | J09 | Paris FC                     | Ext. | 0 - 1    | Héloïse 90+2e                   | 15     | 5          |
| 14/10/2016 | J10 | Athlético Marseille          | Dom. | 2 - 1    | Boukari 6e (pen.), Goba 31e     | 18     | 4          |
| 29/10/2016 | J11 | AS Béziers                   | Ext. | 0 - 1    | Chergui 39e                     | 21     | 2          |
| 04/11/2016 | J12 | USL Dunkerque                | Dom. | 0 - 1    | -                               | 21     | 3          |
| 20/11/2016 | J13 | FC Chambly Oise              | Ext. | 0 - 0    | -                               | 22     | 4          |
| 27/11/2016 | J14 | US Concarneau                | Ext. | 1 - 1    | Blanc 61e                       | 23     | 5          |
| 09/12/2016 | J15 | SAS Épinal                   | Dom. | 0 - 5    | -                               | 23     | 6          |
| 14/12/2016 | J16 | Pau FC                       | Ext. | 1 - 1    | Fofana 64e                      | 24     | 8          |
| 21/12/2016 | J17 | Lyon Duchère AS              | Dom. | 0 - 0    | -                               | 25     | 8          |

#### Matchs retours
| Date       | N o | Adversaire                   | Lieu | Résultat | Buteurs pour Châteauroux                        | Points | Classement |
| ---------- | --- | ---------------------------- | ---- | -------- | ----------------------------------------------- | ------ | ---------- |
| 14/01/2017 | J18 | US Quevilly-Rouen Métropole  | Ext. | 1 - 1    | Depres 39e (pen.)                               | 26     | 6          |
| 21/01/2017 | J19 | US Boulogne                  | Dom. | 1 - 0    | Angoula 51e                                     | 29     | 3          |
| 10/02/2017 | J20 | CA Bastia                    | Dom. | 5 - 0    | Siebatcheu 12e 28e 53e, M'Bone 19e, Boukari 51e | 32     | 3          |
| 17/02/2017 | J21 | US Créteil-Lusitanos         | Ext. | 1 - 2    | Siebatcheu 62e, Boukari 87e                     | 35     | 6          |
| 24/02/2017 | J22 | US Avranches                 | Dom. | 2 - 1    | Héloïse 25e, Siebatcheu 60e                     | 38     | 4          |
| 07/03/2017 | J23 | ASM Belfort                  | Ext. | 0 - 1    | Tounkara 48e (pen.)                             | 41     | 1          |
| 11/03/2017 | J24 | CS Sedan Ardennes            | Ext. | 2 - 1    | Sawadogo 90+2e                                  | 41     | 2          |
| 17/03/2017 | J25 | Paris FC                     | Dom. | 0 - 5    | -                                               | 41     | 4          |
| 24/03/2017 | J26 | Athlético Marseille          | Ext. | 1 - 3    | Boukari 37e, Tounkara 45+1e, Siebatcheu 64e     | 44     | 3          |
| 31/03/2017 | J27 | AS Béziers                   | Dom. | 1 - 2    | Sanganté 23e                                    | 44     | 3          |
| 08/04/2017 | J28 | USL Dunkerque                | Ext. | 1 - 1    | Boukari 15e                                     | 45     | 3          |
| 14/04/2017 | J29 | FC Chambly Oise              | Dom. | 1 - 1    | Tounkara 5e                                     | 46     | 4          |
| 22/04/2017 | J30 | US Concarneau                | Dom. | 2 - 0    | Siebatcheu 50e 90+2e                            | 49     | 3          |
| 28/04/2017 | J31 | SAS Épinal                   | Ext. | 0 - 2    | Angoula 50e, Siebatcheu 80e                     | 52     | 2          |
| 05/05/2017 | J32 | Pau FC                       | Dom. | 1 - 0    | Chergui 56e                                     | 55     | 2          |
| 12/05/2017 | J33 | Lyon Duchère AS              | Ext. | 0 - 2    | Angoula 51e, Chergui 62e                        | 58     | 2          |
| 19/05/2017 | J34 | Vendée Les Herbiers Football | Dom. | 1 - 1    | Siebatcheu 37e (pen.)                           | 59     | 1          |

### Coupe de France
| Date       | N o             | Adversaire           | Lieu | Résultat               | Buteurs pour Châteauroux                     |
| ---------- | --------------- | -------------------- | ---- | ---------------------- | -------------------------------------------- |
| 07/10/2016 | 5e tour         | C' Chartres Football | Dom. | 2 - 1 a.p              | M'Bone 20e · Sawadogo 112e                   |
| 23/10/2016 | 6e tour         | Chartres Horizon     | Ext. | 0 - 4                  | Chergui 27e, Blanc 73e 81e (csc), Lebrun 89e |
| 12/11/2016 | 7e tour         | Stade Poitevin FC    | Ext. | 1 - 4                  | Sawadogo 6e, Depres 14e 90e, Tounkara 86e    |
| 03/12/2016 | 8e tour         | Stade briochin       | Ext. | 0 - 0 a.p, 4 t.a.b à 5 | -                                            |
| 8/01/2017  | 1/32e de finale | Pau FC               | Dom. | 4 - 1                  | Tounkara 52e, Depres 55e 69e 74e             |
| 31/01/2017 | 1/16e de finale | FC Lorient           | Dom. | 2 - 3 a.p              | Tounkara 6e, Siebatcheu 62e                  |

### Coupe de la ligue
| Date       | N o             | Adversaire            | Lieu | Résultat          | Buteurs pour Châteauroux                    |
| ---------- | --------------- | --------------------- | ---- | ----------------- | ------------------------------------------- |
| 09/08/2016 | 1er tour        | Nîmes Olympique       | Ext. | 1 - 1 1 t.a.b à 3 | Das Neves 79e                               |
| 23/08/2016 | 2e tour         | Le Havre AC           | Ext. | 2 - 5             | Mateta 15e 33e 51e, M'Bone 37e, Boukari 81e |
| 26/10/2016 | 1/16e de finale | Girondins de Bordeaux | Dom. | 0 - 2             | -                                           |